# Sbor Církve adventistů sedmého dne Praha-Michle
Sbor Církve adventistů sedmého dne Praha-Michle sídlí v BB Centru, v Praze 4-Michli. BB Centrum je rozsáhlý polyfunkční komplex, který byl zbudován roku 1996. V rámci centra působí také křesťanská základní a mateřská škola Elijáš, spravována českým sdružením Církve adventistů sedmého dne. Sbor se schází ve Společenském centru, prostorách o maximální kapacitě 200 lidí.
Do září 2020 byl kazatelem sboru Pavel Šimek. Aktuálně zde působí společně Václav Vondrášek a Soňa Sílová. 
Sbor se schází pravidelně každou sobotu v 10:00 na studium Bible. Kázání Božího Slova je týž den od 11:30.